# Giano dell'Umbria
Giano dell'Umbria es una localidad italiana de la provincia de Perugia, región de Umbría, con 3.750 habitantes.

## Evolución demográfica
| Gráfica de evolución demográfica de Giano dell'Umbria entre 1861 y 2001 |
|                                                                         |
| Fuente ISTAT - Elaboración gráfica por parte de Wikipedia               |